# Фортебраччо, Оддо
Оддо Фортебраччо (15 февраля 1410, Читта ди Кастелло  — 1 февраля 1425, Марради) — аристократ из дома Фортебраччи, графом Арчевии и Монтоне, сеньор Ассизи, Читта-ди-Кастелло, Гуальдо-Тадино и Перуджи. Кондотьер на службе у Флорентийской республики, Папского государства и Арагонского королевства.

## Биография
Родился в Читта-ди-Кастелло 15 февраля 1410 года (или годом ранее). Он был внебрачным сыном графа-кондотьера Андреа Фортебраччо, известного под именем Браччо да Монтоне, и местной девушки. Хотя Оддо родился от незаконной связи, он был признан отцом, в первом браке которого детей не было. Воспитанием мальчика занималась первая жена кондотьера, Элизабетта Арманни. Разлучённый с родной матерью, рано умершей алкоголичкой, Оддно рос в доме отца, окружённый любовью и заботой до смерти мачехи. Во втором браке отца с Николиной да Варано в 1419 году родился Карло — единственный законный сын кондотьера. По требованию второй жены, Браччо удалил Оддо из дома, но тот всё равно остался под началом отца.
В 1418 году Оддо обручился с Елизаветой Тринчи. Таким образом, Браччо укрепил семейный союз, который, вместе с его браками, обеспечил кондотьеру полный контроль над центральной Италией. Кроме того, браки его дочерей, в частности, Иннамораты с Малатестой I Бальони и Камиллы с Франческо Пиччинино, сыном кондотьера Никколо, гарантировали ему полную лояльность родственников.
Оддо принял участие в Аквилийской войне, спровоцированной его отцом Браччо в 1424 году, который поддерживал сторону короля Арагона Альфонсо V, претендента на трон Неаполитанского королевства, против Анжуйского дома. Браччо погиб в этом конфликте. В том же 1424 году Оддо стал подестой Читта-ди-Кастелло и подавил народные восстания в Спелло и Чези. В августе того же года с Никколо Пиччинино он поступил на службу к Флорентийской республике, которая предоставила ему отряд в полторы тысячи копьеносцев. Оддо выступил в Романью, где осадил Тредозио и Рокка-Сан-Кашано.
1 февраля 1425 года он, вместе с Никколо Пиччинино, направился в Марради, чтобы прекратить нападения Анджело делла Пергола. Здесь Оддо стал жертвой засады, устроенной местными жителями, подстрекаемыми самим Пиччинино. После нескольких перемещений его останки были доставлены в Монтоне и похоронены.